# Disprosio
Il disprosio è l'elemento chimico di numero atomico 66 e il suo simbolo è Dy.

## Caratteristiche
Il disprosio è un elemento delle terre rare e ha un aspetto metallico lucente. Relativamente stabile all'aria a temperatura ambiente, si scioglie rapidamente in soluzioni diluite di acidi minerali, liberando idrogeno.
È tenero a sufficienza da poter essere tagliato con un coltello e può essere lavorato senza emissione di scintille, se si ha cura di evitarne il surriscaldamento. Le caratteristiche reologiche del disprosio sono molto influenzate dalla presenza di impurità, anche in tracce.

## Applicazioni
Il disprosio trova impiego con il vanadio e altri elementi nella realizzazione di materiali per laser; la sua elevata sezione d'urto d'assorbimento dei neutroni termici e il suo elevato punto di fusione lo rendono potenzialmente utile anche per farne barre di controllo per reattori nucleari. Cementi speciali contenenti ossido di disprosio (noto anche come disprosia) e nichel assorbono facilmente i neutroni senza collassare né contrarsi anche dopo un prolungato bombardamento di neutroni.
Alcuni sali di disprosio e cadmio sono usati come sorgenti di radiazione infrarossa per lo studio delle reazioni nucleari. Il disprosio è impiegato anche nella produzione dei compact disc.

## Storia
Il disprosio fu identificato per la prima volta a Parigi nel 1886 da Lecoq. L'elemento puro tuttavia non fu isolato fino agli anni cinquanta, facendo ricorso a tecniche di scambio ionico.
Il nome "disprosio" deriva dal greco δυσπρόσιτος, dysprósitos, "difficile da ottenersi".
Nel 2011, un condensato di Bose-Einstein di atomi di Dy è stato ottenuto per la prima volta.
Nel 2021 è stato ottenuto un supersolido bidimensionale di Dy.; nel 2022, lo stesso team ha creato un disco supersolido in una trappola circolare e nel 2024 hanno riportato l’osservazione di vortici quantistici nella fase supersolida.

## Disponibilità
Il disprosio non si trova mai puro in natura, ma lo si deve estrarre dai minerali che lo contengono, come lo xenotime-(Y), lo xenotime-(Yb), la fergusonite, la gadolinite-(Ce), gadolinite-(Y), la euxenite-(Y), il policrasio-(Y), la blomstrandina, la monazite e la bastnasite; spesso è mescolato a erbio, olmio e/o altre terre rare.

## Composti
Quasi tutti i composti del disprosio lo vedono nello stato di ossidazione +3 e sono fortemente paramagnetici. I composti più usati sono:
- Fluoruri
  - DyF3
- Cloruri
  - DyCl2
  - DyCl3
- Bromuri
  - DyBr2
  - DyBr3
- Ioduri
  - DyI2
  - DyI3
- Ossidi
  - Dy2O3
- Solfuri
  - Dy2S3
- Nitruri
  - DyN

## Isotopi
Ii disprosio è costituito in natura di una miscela di sette isotopi stabili: 156Dy, 158Dy, 160Dy, 161Dy, 162Dy, 163Dy e 164Dy, dei quali il 164Dy è il più abbondante (28,18% del totale). Sono stati trovati altri 28 radioisotopi, di cui i più stabili sono il 154Dy con una emivita di 3,0×106 anni, il 159Dy con 144,4 giorni e il 166Dy con 81,6 ore. Tutti i restanti isotopi sono molto radioattivi, con emivite di meno di 10 ore: anzi, la maggioranza ha emivite di meno di 30 secondi. Questo elemento ha anche 5 stati metastabili, di cui i più stabili sono il 165mDy (t½ 1,257 minuti), 147mDy (t½ 55,7 secondi) e 145mDy (t½ 13,6 secondi).
Il modo di decadimento principale prima dell'isotopo stabile più abbondante, il 164Dy, è la cattura elettronica, mentre il modo più frequente dopo di esso è il decadimento beta. Il principale prodotto di decadimento prima del 164Dy sono isotopi di terbio, mentre dopo di esso i prodotti principali sono isotopi di olmio.

## Precauzioni
Come per tutti i lantanoidi, anche il disprosio e i suoi composti hanno tossicità bassa o moderata, non ancora studiata approfonditamente. Il disprosio non ha alcun ruolo biologico noto.